# Prietzen

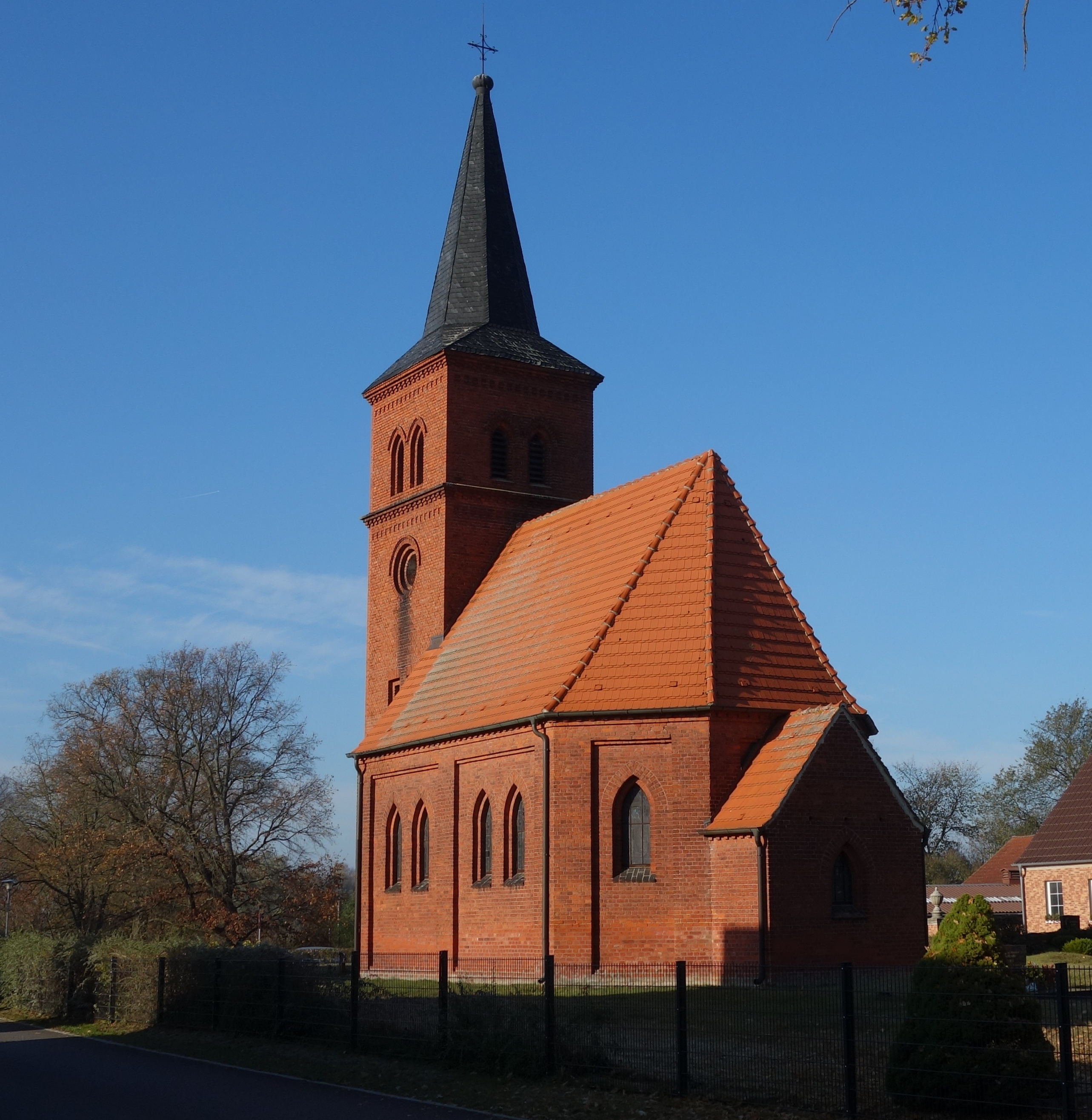
Die Dorfkirche in Prietzen (2016)

Prietzen ist ein Ortsteil der Gemeinde Havelaue im Landkreis Havelland in Brandenburg.
Der Ort liegt an der Südost-Ecke des etwa 660 ha großen Gülper Sees. Die HVL 31 führt durch den Ort, östlich verläuft die B 102.
Am 1. Mai 1974 wurde Prietzen nach Wolsier eingemeindet. Seit der Eingemeindung von Wolsier am 31. Dezember 2001 gehört Prietzen zur Gemeinde Havelaue.
In der Liste der Baudenkmale in Havelaue sind für Prietzen zwei Baudenkmale aufgeführt:
- die Dorfkirche in der Ortsmitte
- die Bockwindmühle an der Südost-Ecke des Gülper Sees

## Söhne und Töchter
- Günter Mangelsdorf (1947–2008), Prähistoriker und Mittelalterarchäologe, arbeitete von 1992 bis 2004 als ordentlicher Professor an der Ernst-Moritz-Arndt-Universität Greifswald